# La Fille du batelier
 Pour plus de détails, voir Fiche technique et Distribution
La Fille du batelier est un film pornographique de Patrice Cabanel sorti en DVD en 2001.

## Synopsis
Estelle vient d’avoir vingt ans et elle s’ennuie à mourir en vivant à bord de la péniche de son père, un homme bourru et grossier. Après une dernière dispute, elle finit par s’enfuir en espérant changer de vie. Mais loin de connaitre l’aventure, elle est rapidement confrontée à la dure réalité.

## Fiche technique
- Titre : La Fille du batelier
- Réalisateur : Patrice Cabanel
- Production : VCV Communication
- Distribution: Colmax
- Durée : 90 min
- Date de sortie : 2001
- Pays :  France
- Genre : pornographie

## Distribution
- Estelle Desanges : Estelle, la fille du batelier
- Patrice Cabanel : Robert Lenoir, batelier et père d’Estelle
- Ian Scott : Yannick Lenoir, frère d’Estelle
- Daniella Rush : Daniella
- Ovidie : la prostituée
- Pascal Saint James : Alfredo
- Edd Exel : premier truand
- Tony Carrera : second truand
- Venus : première hollandaise
- Sabina : seconde hollandaise
- Philippe Dean : le producteur
- Bruno SX : le photographe
- Eva : la maquilleuse
- Alain Payet : le commissaire
- Ksandra : première garce
- Kate More : seconde garce
- Frédéric Beigbeder : homme dans le bar

## Autour du film
La Fille du batelier est le premier long-métrage produit par VCV Communication, la société éditrice de Hot Vidéo. 
L'écrivain Frédéric Beigbeder — qui employait à l'époque l'actrice principale Estelle Desanges comme chroniqueuse pour son émission littéraire Des livres et moi — apparaît brièvement dans ce film, en train de boire dans un bar dans une scène au début : il ne participe pas aux scènes sexuelles.
Succès commercial au moment de sa sortie, le film confirme le statut d'Estelle Desanges en tant que vedette du X français du début des années 2000.